# Kirche Rakow

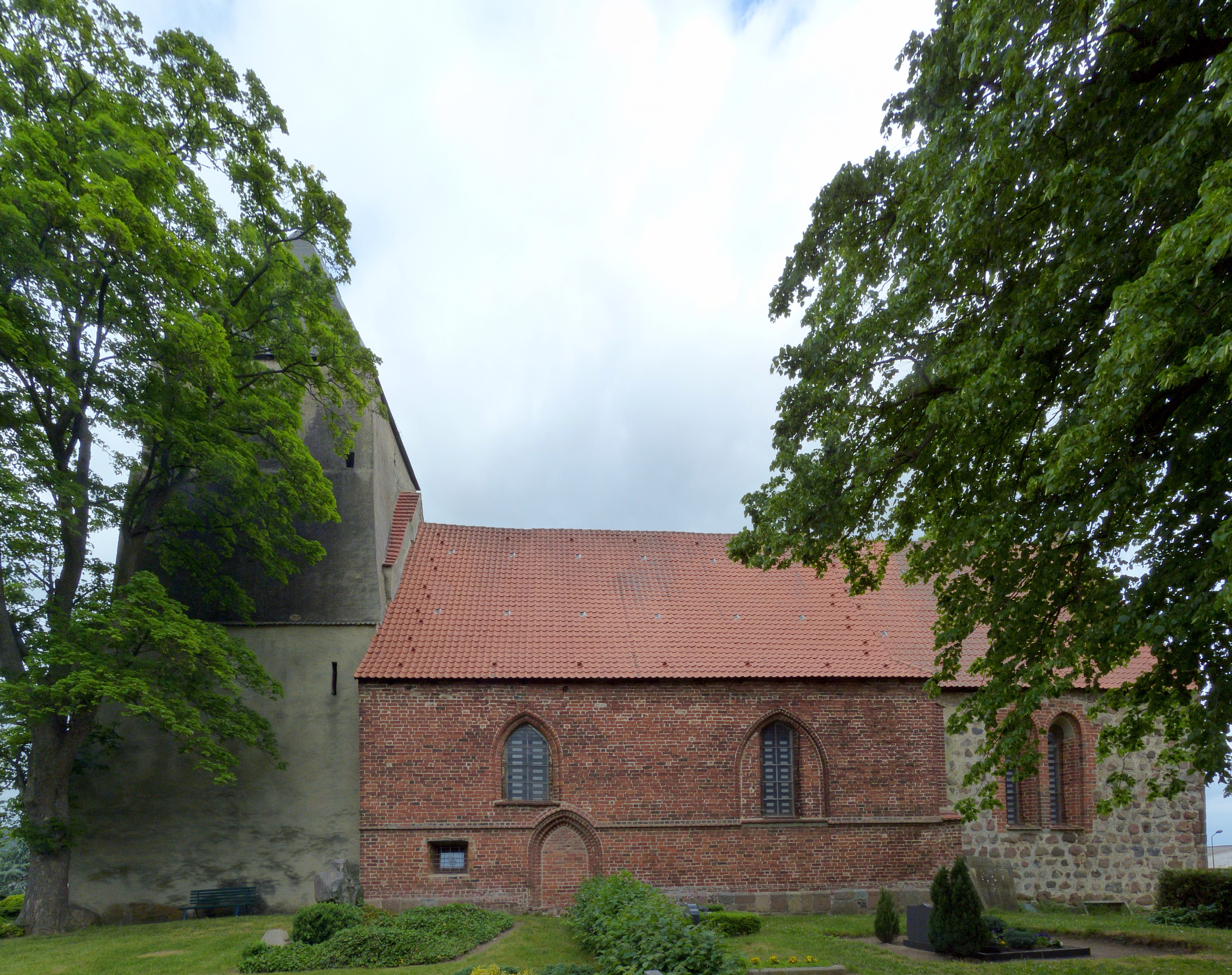
Kirche in Rakow von Süden (2009)

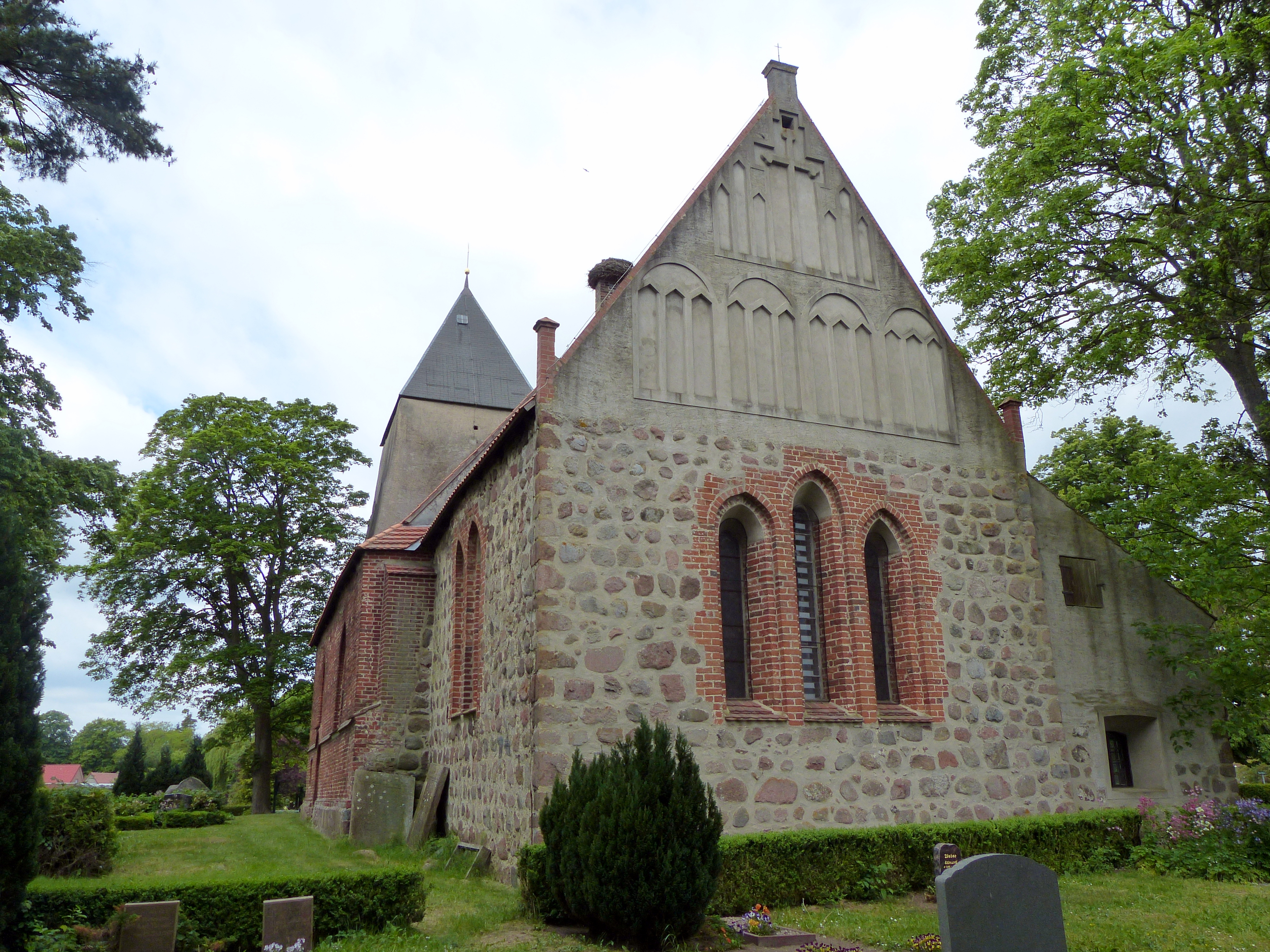
Kirche in Rakow von Osten

Die Kirche Rakow ist ein im Kern aus der Mitte des 13. Jahrhunderts stammendes Kirchengebäude im Ortsteil Rakow der vorpommerschen Gemeinde Süderholz.
Die Kirche wurde überwiegend aus Feldstein errichtet, einzig die südliche Wand des Kirchenschiffes und der westliche Kirchturm mit seinen geböschten Wänden sind aus Backstein gemauert. Der quadratisch eingezogene Chor sowie das zweijochige Kirchenschiff sind ziegelgedeckt. Der Giebel des Chores weist dreiteilige Blenden und ein Kreuz auf und ist überputzt. Der Turm trägt ein Pyramidendach.
Der Chor trägt ein achtrippiges Kuppelgewölbe, das Schiff mit eingezogenen Strebepfeilern ein Kreuzrippengewölbe.
Zur Ausstattung zählen Reste einer spätgotischen Wandmalerei, ein hölzerner Altaraufbau, ein Holzepitaph aus dem 17. Jahrhundert und ein spätgotisches Kruzifix. Die Kanzel wurde 1728 in der Werkstatt von Elias Keßler gefertigt.
Am 3. Dezember 2017 wurde die neue Glocke, die von der Glockengießerei Bachert in Karlsruhe gegossen wurde, erstmals geläutet. Die Glocke ist 740 Kilogramm schwer, die Gesamtkosten beliefen sich auf 25.000 Euro, wovon der Großteil durch Spenden aufgebracht wurde. Die Inschrift auf der Glocke lautet: „Ich klinge dem Fröhlichen zum Dank, dem Traurigen zum Trost und Gott zur Ehre.“ Dieser Spruch vereint die Inschriften der einstigen Taufglocke, der Sterbeglocke und der Hauptglocke. Diese eisernen Glocken von 1992 konnten seit 2012 wegen ihres schlechten Zustands nicht mehr geläutet werden.
Die evangelische Kirchengemeinde gehört seit 2012 zur Propstei Stralsund im Pommerschen Evangelischen Kirchenkreis der Evangelisch-Lutherischen Kirche in Norddeutschland. Vorher gehörte sie zum Kirchenkreis Demmin der Pommerschen Evangelischen Kirche.